# Bogátradvány nembeli Ipoch
Bogátradvány nembeli Ipoch Kézai Simon szerint cseh származású magyar főnemes volt, aki 13. században II. András uralkodásának idejében 1216-1217-ben volt erdélyi vajda, valamint 1204-ben és 1222-ben Horvátország bánja. Zsoldos Attila szerint Ipoch bán Bogátradvány nembéli volta nem áll sziklaszilárd alapon.

## Élete
1202 és 1204 között Bács megyei ispánként (comes) szolgált. Ezt követően 1204-ben Imre király szlavón bánná nevezte ki.  A Szabolcs vármegyei Zsurk birtokát kapta a királytól.
Imre király halála és II. András trónra lépése után Ipoch hosszú időre elvesztette politikai befolyását. A kisebbik királyi tanácsba legközelebb csak 1216-ban kerülhetett be, amikor Erdély vajdájává nevezték ki. Ezt a tisztséget 1217-ig töltötte be.  Markó László szerint 1222-ben, amikor az Aranybulla elfogadása után a világi nemesek átmenetileg hatalomra kerültek újra magkapta a szlavón bán méltóságot.

## Fordítás
Ez a szócikk részben vagy egészben  az   Ipoch Bogátradvány című angol Wikipédia-szócikk ezen változatának fordításán alapul.  Az eredeti cikk szerkesztőit annak laptörténete sorolja fel. Ez a jelzés csupán a megfogalmazás eredetét és a szerzői jogokat jelzi, nem szolgál a cikkben szereplő információk forrásmegjelöléseként.